# Útulek Tabby's Place
Tabby's Place je kočičí útulek, který se nachází ve městě Ringoes, New Jersey v USA. Byl otevřen v roce 2003 a je v něm místo pro cca 100 koček. Většina z nich pochází z přeplněných veřejných útulků, kde bylo rozhodnuto o jejich utracení. V USA existuje mnoho útulků, které usmrcují přebytečné kočky, zejména takové, u kterých kvůli zdravotnímu stavu hrozí vysoké náklady. Tabby's Place je pak jedním z řady organizací, které se snaží tyto kočky před smrtí zachraňovat, pečovat o ně a pokud je to možné, hledat jim nový domov.

## Vznik zařízení
Příběh Tabby's Place začal jedním zatoulaným mourovatým kocourem. Jonathan Rosenberg, v té době vedoucí technického oddělení v CNET, a jeho žena Sharon ho adoptovali a pojmenovali Tabby. Rosenbergovi o Tabbyho přišli o patnáct let později, kdy onecmoněl neléčitelným nádorem dlaždicových buněk. Na Tabbyho počest dal Jonathan výpověď, vybral peníze, které vydělal na akciích své firmy a investoval přes dva miliony dolarů do založení neziskové organizace Tabby's Place. Jonathan pracuje v tomto útulku zadarmo na plný úvazek jako výkonný ředitel a Sharon je zde koordinátorkou dobrovolníků.
Kočky i lidé z Tabby's Place se často objevují ve videích na YouTube a zařízení i se svými obyvateli bylo součástí pořadu Cats 101 na Animal Planet. Rosenbergova práce byla také oceněna organizací New Jersey Veterinary Medical Association, která udělila v roce 2005 Jonathanovi cenu New Jersey Veterinary Fundation Award. Supreme Master Ching Hai International Association pak udělila Jonathanovi a Sharon v roce 2008 cenu Shining World Hero Award.
Zatím posledního ocenění se dostalo v roce 2011 tzv. Super kočkám z tohoto útulku. Dobrovolníci z útulku tuto skupinu koček nominovali na cenu Animal Hall of Fame Award, kterou uděluje New Jersey Veterinary Medical Association. Jedním z rozhodujících faktorů pro udělení této ceny je výjimečný vztah mezi člověkem a zvířetem, kterým tato skupina vyniká, protože si udržuje úžasné láskyplné vztahy s dobrovolníky i s ostatními obyvateli útulku.

## Historie
Azyl byl založen s cílem "poskytovat útočiště kočkám, které jsou v zoufalé situaci". Nachází se v Ringoes, malém městě v New Jersey, a poskytuje domov téměř 100 kočkám z veřejných útulků, kde se obvykle rozhodlo, že tyto kočky půjdou na eutanazii. Tento výraz se ale používá k zakrytí skutečnosti, že tyto kočky budou utraceny, obvykle proto, že péče o ně by byla příliš nákladná. Tabby's Place příjem zvířat neomezuje věkem ani zdravotním stavem, a také neodmítá lékařskou a finanční pomoc těm kočkám, které většina veřejných útulků považuje za neadoptovatelné, a tedy nezachranitelné.
Tabby's Place poskytuje domov mnoha kočkám se speciálními potřebami, protože prosazuje názor, že i kočky s vážnými zdravotními problémy, jako třeba cukrovka, Felinní imunodeficientní virus (FIV), neurologická postižení, rakovina, slepota a paraplegie, by měly mít šanci žít důstojně, mít milující domov a být adoptované.
Útulek funguje jako adopční centrum, nemocnice a hospic pro kočky a je také sdružovacím místem pro zaměstnance a více než 100 dobrovolníků. Během prvních sedmi let bylo do útulku přijato přes 900 koček, do roku 2010 bylo 750 koček adoptováno, 150 jich dožilo svůj život v azylu a 100 čekalo na adopci. Rodiny, které si nemohou žádnou kočku adoptovat, mohou útulek sponzorovat nebo si mohou nějaké zvíře adoptovat virtuálně.

## Výhled do budoucna
Neustálý problém s přemnožením domácích zvířat a nedostatkem míst v kvalitních útulcích vážně limituje, čeho mohou útulky a azyly dosáhnout. Humane Society of the United States (HSUS) odhaduje, že v roce 2008 bylo ve veřejných útulcích zabito přibližně 3,7 milionů zvířat. Neexistuje ale žádný spolehlivý způsob, jak zjistit přesné informace, protože útulky nemají povinnost tyto údaje uvádět. Poslední posudek od HSUS jde až do roku 1997 a uvádí, že 71% koček, které se dostanou do útulků, je zabito, zatímco pouze 2% ztracených koček, které skončí v útulcích a nemají žádnou identifikaci (třeba mikročip), se kdy opět setkají se svými majiteli.
Tabby's Place poskytuje domov přibližně stovce koček v jedné budově, ale plánuje rozšíření o další dvě budovy, které by kapacitu navýšily na 500 zvířat. Každoročně také pořádá den otevřených dveří, kdy si majitelé mohou nechat svá zvířata očipovat a také se něco nového naučit o zvířecím chování z výstav a menších přednášek